# Heinkel He 343
L'Heinkel He 343 era un quadrigetto multiruolo ad ala alta pianificato dall'azienda tedesca Ernst Heinkel Flugzeugwerke negli anni quaranta ma rimasto allo stadio progettuale.
Sviluppato per offrire ai vari reparti della Luftwaffe un nuovo modello di velivolo dotato delle ultime innovazioni tecnologiche (le Wunderwaffen), tra i quali i motori a getto, adatti a ruoli diversificati, bombardiere, aereo da ricognizione e zerstörer come previsto dalle specifiche emesse dal RLM, non raggiunse le ultime fasi a causa della necessità di convertire la produzione a caccia per la difesa aerea del territorio.

## Storia del progetto
Nel 1943 la situazione bellica della Germania nazista nell'ambito della seconda guerra mondiale cominciava la sua fase di declino e per tentare di arginare la superiorità acquisita dagli Alleati venne esortata la ricerca verso nuove tecnologie che avrebbero potuto ribaltare nuovamente le sorti del conflitto, un programma che in seguito venne identificato come Wunderwaffen dalla propaganda tedesca su iniziativa di Joseph Goebbels.
A tal fine i tedeschi smisero di sviluppare aerei a pistoni in favore di quelli a getto. Punto centrale dei nuovi progetti delle case produttrici tedesche - Arado, Blohm und Voss, Heinkel, Junkers, Messerschmitt - erano nuove macchine in grado di sfruttare il potenziale dei motori a getto. Le incursioni aeree alleate, sia diurne che notturne, stavano riducendo la macchina da guerra tedesca a livelli critici. Mentre molti di questi progetti rimasero allo sulla carta o si fermarono allo stadio di modelli in galleria del vento, alcuni iniziarono la produzione di serie prima della fine della guerra nel 1945. Alcuni erano in fase di prototipazione pronti a passare allo stadio successivo, se la situazione l'avesse permesso, mentre alcuni fecero passo ulteriore e vennero prodotti in centinaia di esemplari. Se la Germania avesse avuto abbastanza piloti esperti e il combustibile necessario gli aerei prodotti avrebbero potuto costituire una seria minaccia. Gli aerei di maggior successo furono il Messerschmitt Me 262 "Schwalbe", l'Heinkel He 162 "Volksjager" e il Messerschmitt razzo Me 163 "Komet". La competizione tra l'Heinkel He 280 contro il Me 262 creò diversi dissapori tra la ditta e il Ministero dell'Aeronautica tedesca. Da quel momento in poi ulteriori modelli vennero guardati con maggior diffidenza e dovettero risultare molto convincenti.

### Sviluppo
In quest'ambito, all'inizio del 1944 la Heinkel avviò il progetto di un nuovo velivolo multiruolo, designazione interna P.1068, caratterizzato dalla propulsione affidata a quattro motori a getto e destinato, in ottemperanza alle specifiche emesse dal Reichsluftfahrtministerium (RLM), il ministero del periodo hitleriano deputato alla gestione dell'intera aviazione tedesca.
L'ufficio di progettazione, al fine di ridurre il tempo di sviluppo e per riutilizzare parti già esistenti, basò il progetto su una versione ingrandita dell'Arado Ar 234 e per la motorizzazione venne deciso di utilizzare i turbogetto Junkers Jumo 004 o Heinkel HeS 011, anch'essi in fase di sviluppo in quello stesso periodo. L'RLM, una volta valutata positivamente la nuova proposta ed averle assegnata ufficialmente la sigla He 343, per la necessità impellente di poter disporre velocemente dei nuovi velivoli stipulò un ordine per la fornitura di 20 esemplari. Nelle fasi di sviluppo venne contattata anche la Deutsche Forschungsanstalt für Segelflug (DFS) per sfruttare la loro esperienza acquisita nel campo del volo a vela e questa collaborazione verrà sfruttata dall'ente tedesco per sviluppare il DFS 228, aereo da ricognizione equipaggiato con un motore a razzo.
La fusoliera potrebbe servire più ruoli come misura di risparmio di costi e ottimizzazione della produzione e quattro distinte versioni del velivolo vennero pianificate. Il velivolo venne denominato "Strabo 16" e una volta esaminato dal RLM venne ridenominato come "He 343".
La costruzione iniziò nel febbraio del 1944. Lo sviluppo del modello venne diversificato per ottimizzarne l'utilizzo nei diversi ruoli previsti in fase di progetto. Le quattro versioni pianificate avrebbero dovuto corrispondere al He 343 A-1, versione bombardiere, al He 343 A-2 da ricognizione ed ai He 343 A-3 e He 343 B-1, versione zerstörer, una tipologia di caccia pesante bimotore sviluppata in Germania nella seconda parte degli anni trenta. Le versioni bombardiere e ricognizione avrebbero dovuto effettuare rapide incursioni nei cieli nemici mentre i caccia pesanti avrebbero dovuto intercettare le orde di bombardieri alleati.
L'Heinkel He 343 doveva essere motorizzato con i motori turbogetto Junkers Jumo modello Jumo 004B mentre questi erano ancora in fase di sviluppo tuttavia, per evitare ritardi legati alla disponibilità effettiva di quei motori, il disegno era stato reso abbastanza flessibile da permettere all'aeromobile di essere munito di un qualunque turboreattori allora disponibile al momento della produzione in serie. Secondo le specifiche la velocità massima stimata doveva essere di 565 miglia all'ora, con un raggio operativo di 1.730 miglia. Il peso a pieno carico doveva aggirarsi intorno ai 20.000 kg. Il carico bellico era di 3,000 kg. Nella versione da ricognizione 343A-2 il vano di bombe interno sarebbe stato sostituito da una coppia di macchine fotografiche Rb 75/30 e da carburante aggiuntivo.
Alla fine del 1944, quando il lavoro di sviluppo era quasi concluso dagli ingegneri della Heinkel, l'RLM impartì l'ordine di cancellare il progetto ed abbandonare ogni suo sviluppo in favore del Jägernotprogramm, designazione adottata per la specifica emessa per il programma di sviluppo per un caccia d'emergenza.

#### Ulteriori sviluppi
Durante le ultime fasi del conflitto, nell'ambito della controffensiva che le forze armate dell'Unione Sovietica sferrarono dal fronte orientale, le truppe dell'Armata Rossa riuscirono a raggiungere gli stabilimenti dove si trovavano i progetti dell'He 343, confiscandoli per sottoporli alle autorità militari in patria. Una volta entratene in possesso, gli incartamenti vennero consegnati all'OKB 39 diretto da Sergej Vladimirovič Il'jušin che li studiò e li utilizzò nello sviluppo del bombardiere quadrigetto Ilyushin Il-22 portato in volo per la prima volta il 24 aprile 1947. Pur rimasto allo stadio di prototipo i risultati delle prove di volo vennero riutilizzati per lo sviluppo dell'Ilyushin Il-28, primo bombardiere a getto ad entrare in servizio in Unione Sovietica.

## Utilizzatori
Germania
- Luftwaffe (previsto)